# Морское сражение при Монте-Сантьяго
Морское сражение при Монте-Сантьяго (исп. Batalla de Monte Santiago) произошло 7–8 апреля 1827 года между аргентинским и бразильским флотами во время аргентино-бразильской войны. 
С середины 1826 года порт Буэнос-Айреса был заблокирован бразильским флотом, что подрывало аргентинскую внешнюю торговлю. Аргентинский флот неоднократно пытался прорвать блокаду. 26 марта 1827 командующий аргентинским флотом адмирал Уильям Браун получил от военно-морского министра секретные инструкции выбрать четыре лучших корабля и немедленно действовать на морских путях Бразилии, сосредоточив внимание на берегах Риу-Гранди-ду-Сул и Санта-Катарины, с целью, чтобы «император Бразилии прислушался к голосу справедливости и разума и был готов заключить мир». 
6 апреля, в 19.30, с наступлением темноты и воспользовавшись ослаблением линии блокады, эскадра под командованием Брауна двинулась в северо-восточном направлении и в 20:30 оставила позади внешний канал, ведший к Буэнос-Айресу. В половине двенадцатого ночи бразильская эскадра была замечена стоящей на якоре не более чем в 10 милях от Буэнос-Айреса. Браун постарался остаться незамеченным и, учитывая, что ветер сменился на восточный и стал сильнее, двинулся на юго-восток, стараясь обойти линию бразильского флота, но был обнаружен наблюдателем противника. 
В два часа ночи бразильцы открыли огонь. Браун попытался приблизить свой флот к побережью и в связи со сменой ветра был практически обездвижен во время отлива у берега у Монте-Сантьяго. Два брига («Индепенденсия» и «Республика») в ночной темноте сели на мель. Шхуна «Саранди» с меньшей осадкой стала на якорь рядом с застрявшими кораблями, чтобы усилить канонаду. В результате бой 7–8 апреля превратился в двухдневный обстрел аргентинских кораблей вначале девятью, а затем двенадцатью кораблями противника.
8 апреля бразильские шхуны окружили аргентинцев и обстреливали их артиллерийским огнем до 14:00, после чего они приступили к абордажу аргентинских кораблей. «Индепенденсия» спустила флаг, а «Республика»,  разбитая в бою, была подожжена своим экипажем, перешедшим на два оставшихся корабля. Адмирал Браун, раненый в бедро, перешёл на шхуну «Саранди» и вместе с барком «Конгресс» вернулся в Буэнос-Айрес.
Сражение стало решающей победа Бразилии, в которой аргентинцы потеряли свои лучшие корабли. С этого момента ВМС Аргентины могли совершать только корсарские рейды против торговых судов, а военно-морская блокада, введенная ВМС Бразилии против Буэнос-Айреса, вызвала серьезные проблемы для экспортно ориентированной аргентинской экономики. Аргентинские историки называют это сражение одним из самых смелых и жестоких морских сражений в истории страны.